# 桜 (お笑いコンビ)
桜（さくら）は、日本の女性お笑いコンビ。2007年2月結成。吉本興業大阪本部所属。増田倫子が2009年12月に卒業したため、稲垣早希がピン芸人「桜 稲垣早希」 として活動している。

## メンバー
- 稲垣早希（いながき さき、1983年12月27日 - ）ボケ担当。立ち位置は向かって左。愛称は「早希ちゃん」「アスカ」「エヴァ娘」等。

兵庫県神戸市東灘区出身。神戸市立魚崎中学校卒業、甲子園学院高等学校卒業。2005年NSC大阪校女性タレントコース1期生。
身長：166cm 体重：48kg、B83・W60・H88、足サイズ：24cm、血液型：O型
- 増田倫子（ますだ りんこ、1982年9月14日 - ）ツッコミ担当。立ち位置は向かって右。愛称は「りんちゃん」「リンリン」「ますりん」等。

兵庫県三田市出身。兵庫県立宝塚北高等学校演劇科卒業、大阪芸術大学芸術学部舞台芸術学科卒業。2005年NSC大阪校女性タレントコース1期生。
身長：156cm 体重：44kg、B82・W56・H82、足サイズ：22cm、血液型：A型
特技：料理、ダンス全般（学生時代は、男子に混じって毎日十数時間踊っていたという事で『マヨブラ流』出演時にはブラックマヨネーズの小杉竜一を相手に、セクシーダンスを披露した。中学時代には詩吟に合わせて踊る詩舞をしていた）、テニス、読図（地図を見ると、頭に航空写真が浮ぶという）。
趣味：ヨガ、ボクシング、お風呂、ゴルフ（用具は全て貰い物で調達）体育会系でスポーツ万能の反面、高所恐怖症。
稲垣とは正反対で漫画、ゲーム、アニメには全く関心がなく、アウトドア派（パソコンは大の苦手にしている）。
コンビでの司会担当時は、進行をそつなくこなし、稲垣をリードしていた。
埃アレルギーのため、掃除することが癖になっている。
実家の愛犬の名は、トミー（メス）。由来:実家にやって来たのが10月3日だったことから。
兄、妹がいる。
自らカフェイン中毒というほど、コーヒーを愛飲している。そのため、2009年12月に芸能界を卒業後、第二の人生としてカフェのオープニングスタッフとして働いていた（なんば・日本橋小学校近く「アンナ・カラーズ・カフェ」、2010年5月16日開店）。芸能界在籍時より、このカフェの前身「Naked Fish Japan」でのクレープ焼きをしていた縁もあり、同店のリニューアル後アルバイトスタッフ（表向きは謎の人）として、接客業務・宣伝を主に携わっていた。
現在はFTPピラティスインストラクターと健康管理士一般指導員資格を取得しピラティス講師を経て、自ら立ち上げた会社「株式会社マストリンク」の代表取締役社長に就任、ピラティススクールの運営を始め健康事業、フード事業、学生団体事業と多角に渡って運営している。
また結婚相談所「マリネット」所属の｢婚活セミナー」講師や「お見合いパーティー」の司会としても活躍している。

## 来歴
- 2005年：NSC大阪校女性タレントコース1期生。
- 2007年2月：コンビ結成[1]。
  - 「エヴァンゲリオン漫才」という持ち芸があり、桜として初めての出場となった2007年のM-1グランプリの予選等で、これを披露した。この年のM-1グランプリは、3回戦まで進出して、動画サイト&ネット掲示板で話題になる。尚、エヴァンゲリオンというネタを取り入れたのは、『妄想ポンバシ系』の公開録音の前説を担当した時に、ラジオ大阪の兼田健一郎編成制作部長にアドバイスされたのがきっかけだった[7]。
- 2009年の単独ライブ「桜の季節」では、初のテーマ曲『桜のテーマ』（レコーディング済み、CD未発売）を披露した。また、その後も『スイーツ乙女でばっち来い!』や『クーポン娘』など、CDを発売する予定もないにもかかわらず引き続き曲を作っていた。
- 2009年10月19日：桜の公式ブログ内にて増田倫子が桜を卒業し、年内で桜としての活動を終了させると発表した。両者は「これは解散ではない」とコメントしており、稲垣は「桜 稲垣早希」として仕事を続けている[10]。
- 2人のツーショット写真がブログに掲載されるなど、増田卒業後もコンビ仲は良い。

## エピソード
- 大阪市天王寺区の愛染まつりにおいて、増田は2002年度、稲垣は2007年度の「愛染娘」に選ばれている[1]。
- 2007年、それまでお互い喋ったことがなかった2人が、当時のマネージャー（後につぼみプロデューサー就任を経て人事異動によりマネジメント部門から離れる）から会社に呼び出され「芸人に転向して残留するか会社移るか選びなさい」と言われ、考えた末に結成となった。その際、増田はあまりに腹が立ちエレベーターを殴り、隣にいた稲垣は号泣していたという[6]。
- 女性タレントコース入学当初、2人ともお笑いをする事は考えてなかったので、結成当初はコンビとしての息を合わせるために、増田の家に同居して訓練した[11]。
- NSC時代は互いにライバル視していたが、結成後のコンビ仲は非常に良い。
- コンビ名の由来は「女の子らしいから」。増田が提案した。
- 芸風からエヴァンゲリオン関連のイベントや企画での出演が多いほか、大阪・日本橋でのライブを行なっていることが特徴[12]。またなんばグランド花月で行われる「吉本･大見本市」をはじめ、baseよしもと（現NMB48劇場）や京橋花月（閉鎖）など吉本の演芸場に立つこともあった。

## 芸風

### ネタ
- エヴァンゲリオン漫才
- 昔話シリーズ（エヴァ頭巾ちゃん、桃太郎、エヴァ島太郎）
- 悩み相談（相談相手が、惣流アスカラングレーだったら）
- エヴァ3キャラものまね（稲垣）
- エヴァゲリオンコント「もしも、惣流・アスカ・ラングレーが幼稚園の先生だったら」（稲垣）
- エヴァンゲリオン(と稲垣早希)あるある「ママ！わたしを見て！」（稲垣）
- 腐女子ネタ（稲垣）
- セクシーダンス（増田）
- DVD「ようこそ桜の季節へ」では、シンデレラ、お天気お姉さん、コンパ、声優ネタなども披露している

（ボケ）
- 青色のものを見て、「パターン青!使徒だわ!」
- 使徒への見立て（カニ→マトリエル、パチンコ玉→レリエル、フラフープ→アルミサエル）

（ギャグ）
- 「コラッ、誰がセーラームーンや!」（頻繁に間違えられるので稲垣の「掴みネタ」となった）
- 「コラッ、誰が式波（しきなみ）や!」（新劇場版のアスカの名前変更を受けて従来の惣流（そうりゅう）を強調する為にひとりツッコミする。但しマニア度が上がる為、エヴァ特番等で使う）

## 受賞歴
- 第24回吉本NSC道場　1位獲得。
- baseプレステージ11　決勝出場。
- M-1グランプリ2007　3回戦進出「エヴァ漫才」
- M-1グランプリ2008　3回戦進出「エヴァ漫才」

## 過去の出演

### テレビ
- ジャイケルマクソン（毎日放送）
- オールザッツ漫才（毎日放送）
- ABCお笑い新人グランプリ（朝日放送、2009年1月12日）
- 吉本陸上競技会（毎日放送）
- ゲームコングシリーズ（朝日放送、2007年12月23日・2008年8月23日）
- ぐっじょぶ（サンテレビ、増田2008年3月9日・稲垣2008年7月6日）
- LET'Sどんだけ〜!ひょうご（サンテレビ、2008年8月31日）
- ヨシモト∞（ヨシモトファンダンゴTV）
- 南パラZ!（関西テレビ、2008年5月30日）
- 『ぷっ』すま（テレビ朝日、2008年6月10日）
- アニメ・ナビu（サンテレビ、2008年10月3日）ゲスト
- 21世紀エジソン（TBS）
- マヨブラ流（読売テレビ、2008年12月13日）
- P-1ゴールドラッシュ（テレビ大阪）
- 情熱のくびれ大作戦!（読売テレビ、2009年4月25日）
- 麒麟の部屋（毎日放送、2009年5月19日）

#### 増田のみ
- クイズ!紳助くん（朝日放送）なにわ突撃隊

### ラジオ
- こんちわコンちゃんお昼ですょ!（MBSラジオ）金曜リポーター、増田のみ（2009年10月23日より稲垣に交代）
- ヨシモト*chatterbox!（YES-fm、2009年5月 - ）

過去の出演
- ラジオよしもと むっちゃ元気スーパー![13]（ラジオ大阪）アシスタント（月曜:増田、金曜:稲垣）
- もえもえポンバシ系（ラジオ大阪）
- ラジオよしもと むっちゃ元気!（ラジオ大阪）アシスタント
- 桜のお話（ラジオ大阪、 - 2009年8月）

### 舞台
- よる芝居4月公演 「放課後アゲイン」（2009年4月4日 - 4月19日、京橋花月) 増田のみ

### CM
- NTT西日本（増田のみ）

### 単独ライブ
- 2008年5月28日「桜の季節 〜0分咲き〜」インディペンデントシアター2nd
- 2009年2月11日「桜の季節 〜1分咲き〜」「〜夜桜〜」インディペンデントシアター2nd
- 2009年8月22日「桜の季節 〜2分咲き〜」京橋花月
- 2009年12月10日「桜の季節 〜増田倫子卒業公演〜」京橋花月
- 2010年2月28日「桜･稲垣早希単独ライブ 〜第壱話 早希、襲来〜」ヨシモト∞ホール大阪
- 2010年4月29日「桜の季節 〜3分咲き〜」インディペンデントシアター2nd

### その他
- 『ヨドビジョン』ヨドバシカメラマルチメディア梅田・開店7周年VTR（2008年11月21日 - ）
- メディオ新大阪ポスター
- 志摩スペイン村カウントダウン2010 よしもと年越し紅白ネタ合戦 キャンペーン隊長（2010年12月31日）（稲垣のみ）
- 今宮戎神社 十日戎宝恵かご行列（2010年1月10日）（稲垣のみ）
- 高野健一 「桜ひらり」プロモーションビデオ（2010年3月26日公開）（稲垣のみ）
- はつ恋  pal@pop feat.稲垣早希

## DVD
- ようこそ桜の季節へ（よしもとアール・アンド・シー、2009年12月23日）
- 桜の季節〜卒業〜（よしもとアール・アンド・シー、2010年6月9日）
- 放課後アゲイン（よしもとアール・アンド・シー、2009年8月26日）増田のみ